# Kiełczynek
Kiełczynek is een plaats in het Poolse district  Śremski, woiwodschap Groot-Polen. De plaats maakt deel uit van de gemeente Książ Wielkopolski en telt 326 inwoners.